# Конституция Таиланда 2007 года
Конституцией Королевства Таиланд, буддийский эпохи 2550 (2007) (тайск. รัฐธรรมนูญแห่งราชอาณาจักรไทย พุทธศักราช ๒๕๕๐) была Конституция Таиланда, которая действовала с 2007 по 2014 год.
19 сентября 2006 года в Вооружённые силы Таиланда устроили государственный переворот против тогдашнего премьер-министра Таксина Чинавата. Было отменено действие Конституции 1997 года и создан Совет Демократической реформы (СДР). В 2006 была создана временная Конституции, которую обнародован Король Пумипон Адульядет по просьбе генерала Сонтхи Буньяратглина. Временная Конституция закрепляла Конституционное собрание (КС) и возложила на него обязанность по разработке проекта новой конституции для представления проекта Национальному Законодательному Собранию. Конституционное собрание создало учредительный комитет для составления проекта
новой конституции. Комитет состоял из тридцати пяти членов, из которых 25 были отобраны из самого Конституционного собрания, а остальные 10 были отобраны по рекомендации СДР.
После того, как проект новой конституции был одобрен, был организован национальный референдум для утверждения или отклонения проекта. В ходе референдума 56,69 % избирателей проголосовали в пользу проекта, 41.37 процентов проголосовали против него и 1,94 процента голосов были признаны недействительными. Король Пумипон Адульядет подписал проект закона 24 августа 2007 года и конституция вступила в силу.
В Конституцию вносились поправки. Первая поправка касалась изменения состава Палаты представителей, вторая пересмотрела критерии, регулирующие заключение договоров.
22 мая 2014 года Национальный совет за мир и порядок — военное правительство Таиланда, пришедшее к власти в результате военного переворота 22 мая 2014 года, отменило Конституцию 2007 года. Конституция 2007 года была отменена и заменена временной Конституцией 22 июля 2014 года.

## Временная конституция 2006 года
19 сентября 2006 года военные Таиланда осуществили государственный переворот и отменили Конституцию Таиланда 1997 года. Была создана временная Конституция, в которой описывался процесс подготовки постоянной Конституции. Временная Конституция запрещала выбор 100 членов из членов политических партий или быть избранными членам политических партий за 2 предыдущих года (ст. 19), каждый участник голосования мог голосовать не более чем за трех кандидатов; устанавливала 180-дневный срок для завершения составлению Устава по проведению референдума (ст. 29).

## Процесс разработки
Главнокомандующий Королевской армией Таиланда Сонтхи Буньяратглин опубликовал ряд руководящих принципов, необходимых для разработки постоянной Конституции. К ним относились:
- Ограничение для премьер-министра избираться более двух сроков.
- При роспуска парламента, правительство должно работать, как временная администрация.
- Для выражения недоверия премьер-министру необходимы 100 голосов (конституция 1997 году требовала 200 от 500 депутатов).
- Запрещалось слияние политических партий[9].

Предлагалось увеличить срок полномочий сельских и поселковых депутатов с 5 до 10 лет.

### Ключевые вопросы
Составители Конституции оказались под давлением религиозных групп, которые требовали назвать буддизм национальной религией. Лидер буддийской группы пригрозил, что буддисты отвергнут проект Конституции, если их требования не будут выполнены.
Национальная комиссия по правам человека просила закрепить в новой конституции Положения о правах человека.

### Агитация
Комитет по информации вел рекламную кампанию, чтобы убедить избирателей проголосовать в пользу проекта Конституции. Кампания проходила в СМИ, в государственных учреждениях и учебных заведениях, на рекламных щитах и местах, где собираются люди. Все государственные школы и вузы были вовлечены в кампанию.
Военные согласились провести дебаты по проекту конституции, но отказались от дебатов на телевидении.

## Принятие конституции
В ходе организованного референдума 56,69 % избирателей проголосовали за проект Конституции, 41.37 процентов проголосовали против и 1,94 процента голосов были признаны недействительными. 24 августа 2007 года конституция была подписана Королем Таиланда Пхумипон Адульядетом и вступила в законную силу. Новая конституция заменила временную Конституцию Королевства Таиланд 2006 года. Конституция 2007 года стала восемнадцатой по счету конституцией Таиланда (с учетом временных конституций и документ, носившие аналогичный характер).

## Содержание конституции
Конституция 2007 года включала в себя 15 глав.
- Глава 1. Основные положения (§§ 1-7)
- Глава 2. Король (§§ 8-25)
- Глава 3. Права и Свободы тайского народа (§§ 26-69)
- Глава 4. Обязанности тайского народа (§§ 70-74)
- Глава 5. Направляющие принципы фундаментальной государственной политики (§§ 75-87)
- Глава 6. Национальное Собрание (§§ 88-162)
- Глава 7. Прямое политическое участие народа (§§ 163—165)
- Глава 8. Фискальные вопросы, финансы и бюджет (§§ 166—170)
- Глава 9. Совет Министров (§§ 171—196)
- Глава 10. Суды (§§ 197—228)
- Глава 11. Конституционные органы (§§ 229—258)
- Глава 12. Контроль над осуществлением государственной власти (§§ 259—278)
- Глава 13. Этика лиц, занимающих политические должности, и государственных служащих (§§ 279—280)
- Глава 14. Местное самоуправление (§§ 281—290)
- Глава 15. Изменение Конституции (§ 291)